# Orthobrachia
Orthobrachia là một chi bướm đêm thuộc họ Geometridae.